# Бойко Віктор Вікторович
Ві́ктор Ві́кторович Бо́йко (нар. 12 квітня 1949, село Велике Залісся Кам'янець-Подільського району Хмельницької області) — український фахівець у галузі геодинаміки вибуху. Доктор технічних наук (1994), професор. Лауреат Державної премії України в галузі науки і техніки за роботу «Закономірності хвиле-вихрових процесів у суцільному середовищі».

## Біографія
Віктор Вікторович Бойко народився 12 квітня 1949 року в селі Велике Залісся Кам'янець-Подільського району Хмельницької області.
1973 року закінчив Дніпропетровський гірничий інститут (нині Національний гірничий університет України). Працював у ньому інженером, молодшим науковим співробітником.
Від 1980 року працював в Інституті геофізики НАНУ: завдудувач сектору, завідувач відділу, старший науковий співробітник відділення геодинаміки вибуху, від 1991 року — директор Спеціального конструкторсько-технологічного бюро.
Від 2001 року — провідний науковий співробітник, завідувач науково-дослідної лабораторії з проблем сейсмічної безпеки технологічних вибухів Інституту гідромеханіки НАНУ.

## Наукова діяльність
Займається вирішенням проблем наукового, технічного та нормативного характеру, щодо безпечного ведення гірничих робіт при розробці корисних копалин відкритим та підземним способами. Як фахівець по експертизі з вибухової справи  видав близько 160 експертних висновків та виготовив більше 100 науково-обґрунтованих рекомендацій, більшість із яких відносились до аварійних дільниць кар'єрного поля закритих по сейсмонебезпеці. Автор 2-х монографій, більше ніж 130 наукових праць, 25 винаходів і патентів та трьох Державних стандартів України. Включений в «Енциклопедію сучасної України» Нац. акад. наук України, Наук. т-во імені Шевченка. — К.: [б. в.], 2004. — Т. 3: — 10000 прим. — ISBN 966-02-2682-9. — С. 187.

## Освіта та наукові ступені
- (1968–1973) — Дніпропетровський гірничий інститут ім. Артема (нині Національний гірничий    університет України), гірничий факультет.
- (1977–1978) — аспірант Івано-Франківського інституту нафти і газу
- (1979–1980) — аспірант Інституту геофізики ім. С. І. Сботіна НАН України
- 1980 — захистив кандидатську дисертацію,
- (1990–1994) — докторант (пошукач) Київського політехнічного інституту
- 1994 — захистив докторську дисертацію на тему «Фізико-технологічні основи управління сейсмоанізотропними проявами масових вибухів на кар'єрах України».

## Кар'єра
- інженер Дніпропетровський гірничий інститут імені Артема (нині Національний гірничий університет України) (1973—1976):
- мол.науковий співробітник Івано-Франківського інституту нафти і газу (1967—1977)
- старший науковий співробітник відділення геодинаміки вибуху (за конкурсом)Інституту геофізики імені С. І. Суботіна Академії наук УРСР (нині НАН України) (1983–1989).
- Спеціального конструкторсько-технологічного бюро НАН України: завідувач сектором (1980-   1983), начальник відділу (1989–1991), директор (1991-.1998), головний науковий співробітник (1998–2000),
- Інституту гідромеханіки НАН України: 2001-провідний науковий співробітник (за конкурсом), з 2001  — завідувач науково — дослідної лабораторії проблем сейсмічної безпеки технологічних вибухів (ПСБТВ) (за конкурсом).

## Наукові дослідження
Експериментально дослідив сейсмічну дію техногенних вибухів в умовах геолого-тектонічних характеристик земної поверхні території України у межах гранітів Українського кристалічного щита (УКЩ) і вапняків Прикарпатського прогину. Визначив вплив останніх на викривлення ізоліній допустимих сейсмічних хвиль навколо вибуху, як сейсмоанізотропні прояви місцевості, де розташований кар'єр і прилеглі до нього природні та інженерні об'єкти, що охороняються. Дослідив коливання системи «ґрунт-споруда» та визначив вплив частотних характеристик будівель на їх сейсмостійкість у випадку проведення вибухових робіт.Вирішення проблем геоінженерії довкілля в умовах динамічних впливів техногенного походження та проблем наукового, технічного та нормативного характеру, щодо безпечного ведення гірничих робіт при розробці корисних копалин відкритим та підземним способами. 
За його участі в Україні та інших країнах СНД
- створені сейсмобезпечні технології виконання техногенних вибухів у кар'єрах та спеціальних вибухових робіт при руйнуванні шахт пускових установок (ШПУ), будівель і споруд в умовах міста, висотних труб та ін.,
- визначенні норми сейсмічної безпеки на будівлі в тому числі порушених тріщинами,
- проведенні досліджень з питань сейсмічної безпеки техногенних вибухів на греблі і гідроспоруди, газопроводи, ЛЕП, каньйони, зсуви, борти кар'єрів, карстові порожнини та ін.,
- розроблений метод розрахунку сейсмобезпечних параметрів масових вибухів з врахуванням  статичних сил і динамічних дій сейсмовибухових хвиль (СВХ) для забезпечення сейсмостійкості навколишніх наземних будівель і карстових порожнин під ними від проведення кар'єрних вибухів.

Під його керівництвом  були впроваджені сейсмобезпечні технології виконання спеціальних вибухових робіт при знищенні шахт пускових установок (ШПУ) по програмі «Старт-1» (у рамках договору між США та Україною 1997–2001).
З 1996 по 2001 роки було знищено понад 100 ШПУ у Хмельницькій, Кіровоградській, Миколаївській областях, розташованих поблизу населених пунктів, а також понад 50 кар'єрам були розроблені рекомендації по сейсмобезпеці в тому числі для дільниць кар'єрного поля, які були призупинені «Дежгірпромнагляд» України  по їх сейсмобезпеці.
Розроблені, під його керівництвом, методи прогнозу і оцінки сейсмічної безпеки вибухових робіт на гірничо-видобувних підприємствах України, які полягають в виділенні із всього швидкоплинного осциляційнного коливального процесу того типу хвиль, який за амплітудно-частотним спектром найбільш наближений до власних коливань  об'єкту, що охороняється і є найнебезпечніший. Цей підхід по суті, являє собою новий самостійний напрямок в галузі промислової сейсміки і який був застосований для виготовлення нормативних документів, які регламентують ведення підривних робіт, на заміну існуючих «Єдиних правил безпеки при вибухових роботах» ще за часів СРСР та СНД і відмінених у 2013 році. Розроблені за його участю ДСТУ 4704:2008 та нові «Правила безпеки під час поводження з вибуховими матеріалами промислового призначення» (НПАОП О.ОО-1.66-13) є арсеналом, який вже зараз визначає стан нормативно-правової документації для обов'язкового виконання всіма міністерствами, відомствами, підприємствами і організаціями, які займаються  підривними роботами в Україні. В складі колективу дослідників, Бойко Віктор Вікторович, за роботу «Закономірності хвиле-вихрових процесів у суцільному середовищі», в цикл яких увійшли приведені вище його дослідження у 2013 році, був удостоєний Державної премії України в галузі науки і техніки. 

## Публікації
Має понад 150 наукових праць, 25 винаходів і патентів та трьох Державних стандартів України, підготовлених особисто та у співавторстві.
Як фахівець по експертизі з вибухової справи  видав близько 160 експертних висновків та виготовив понад 100 науково-обґрунтованих рекомендацій, щодо сейсмобезпечного ведення техногенних вибухів поблизу житлових будівель, греблі і гідроспоруд, газопроводів, ЛЕП, каньйонів, діючих зсувів, населених пунктів з будівлями побудованих на карстовій порожнини та ін.
- Бойко В. В. Охрана различных обьектов от действия промышленных взрывов // Безопасность труда в промышленности. — М.: Недра. — № 5. — 1984. — С. 57—59.
- Бойко В. В. Прогнозирование сейсмоэффекта промышленных взрывов в условиях блочного строения гранитов Украины. Сб.научных трудов. Теория и практика совершенствования взрывных работ. — К.: Наукова думка. — 1990. — С. 107—110.
- Бойко В. В. Разрушающее и сейсмическое действие взрыва заряда ВВ в трещиноватом горном массиве. Сб.научн.трудов «Взрывные работы в промышленном строительстве». —  К.: Наукова думка. — 1991. — С. 105—112.
- Бойко В. В. Метод побудови та управління межами сейсмонебезпечних зон при підривних роботах на кар'єрах України // Проблеми охорони праці в Україні. — 2001. — № 4. — С. 97—104.
- Бойко В. В., Н. С. Ремез, Т. В. Хлевнюк, Ю. В. Шевченко Динамическое поведение слоистой цилиндрической оболочки в грунтовом массиве при взрывном нагружении. — К.: Акустичний вісник. — 2003. — № 2. — С. 10—16.
- В. В. Бойко, А. А. Кузьменко, Т. В. Хлевнюк О критериях сейсмической опасности промышленных взрывов. Вісник Національного технічного університету України «КПІ». Серія «Гірництво»: Зб. наук. праць. — № 12. — 2005. — С. 45—52.
- Бойко В. В., Воротеляк В. Є., Воротеляк Г. А. КузьменкоА. О. та ін. Національний стандарт України. Проведення промислових вибухів. Норми сейсмічної безпеки. ДСТУ 4704:2008. — К.: Держспоживстандарт України, 2009. — 11 с.
- Бойко В. В., Воротеляк В. Є., Воротеляк Г. А. КузьменкоА. О. та ін. Національний стандарт України. Вибухи промислові. Методи визначення фактичної сейсмостійкості будівель і споруд. ДСТУ 7116:2009. — К: Держспоживстандарт України, 2010. — 6 с.
- НПАОП О.ОО-1.66-13 Правила безпеки під час поводження з вибуховими матеріалами промислового призначення. — К.: ДП "Редакція журнала. «Охорона праці», 2013. — 359 с.
- Бойко В. В. Проблеми сейсмічної безпеки вибухової справи у кар'єрах України / Бойко В. В. // — Монографія. — К.: ТОВ «Видавництво Сталь», 2012. — 234 с.
- Фізичні процеси прикладної геодинаміки вибуху: монографія / В. Г. Кравец, В. В. Коробійчук, В. В. Бойко. — Житомир: ЖДТУ, 2015. — 408 с.

## Педагогічна діяльність
З 2008 року — голова державної екзаменаційної комісії по захисту дипломних проектів та магістерських робіт Інституту енергозбереження та менеджера НТТУ «КПІ», з 2010 — професор Інституту енергозбереження та менеджера НТТУ «КПІ».
Підготував 4-х кандидатів наук. 

## Науково-громадська діяльність
Є членом:
- Міжвідомчої ради з вибухової справи України ,
- Спеціалізованої вченої ради здобуття вченого ступеня доктора наук при Національному технічному університеті України «КПІ»,
- Експертної ради ВАК України (1998 ; 2010–2012), ДАК МОН України (2012–2013),
- Вченої ради ІГМ НАН України.

## Державні нагороди
- Державна премія України в галузі науки і техніки 2013 року — за цикл наукових праць «Закономірності хвиле-вихрових процесів у суцільному середовищі» (у складі колективу)[1]